# Imogen Heap
Imogen Heap (9 de desembre del 1977, Havering, Londres) és una cantant guanyadora d'un Premi Grammy, també és compositora. Procedeix de Romford, a Havering. És també coneguda per haver format part del duo Frou Frou i pels seus àlbums en solitari, que ella mateixa escrivia, produïa i barrejava. El 2006, Heap va ser nominada pels Premis Grammy. Ha tret tres àlbums; l'últim, Ellipse, el 2009. Va ser un èxit a les llistes americanes i fins i tot fou nominat pels premis Grammy, dels quals va guanyar el premi a l'àlbum més ben compost (Best Engineered Album, Non-Classical).

## Primers anys
Els seus pares es van separar quan ella tenia dotze anys. Als tretze va començar a compondre cançons. Cantava des de molt petita i va aprendre a tocar diversos instruments musicals clàssics com el piano, el violoncel i el clarinet. Va aprendre per sí sola a tocar la guitarra i la bateria així com altres instruments de percussió.
Imogen no es portava bé amb el seu professor de música, així que es va espavilar per si sí sola per estudiar música i compondre amb ordinadors Atari. Va seguir els seus estudis a la BRIT School for Performing Arts & Technology de Croydon, al sud de Londres.

## Discografia
Àlbums d'estudi
- 1998 iMegaphone
- 2005 Speak for Yourself
- 2009 Ellipse

Singles
- 1998: Getting Scared, Shine, Come Here Boy, Oh Me, Oh my
- 1999: Meantime (amb Gui Sigsworth)
- 2005: Hide and Seek (va ser premiat per RIAA el 3 d'abril del 2009
- 2006: Good Night and go, Headlock
- 2008: Not Now but Soon
- 2009: First Train Home

Singles acompanyada
- 2009: My secret Friend

B-Sides
- 2006: Speeding Cars

EPs
- "Live Sessions (iTunes Exclusive) - EP" (2006)
- "The Song That Never Was – EP" (2009)
- "An Evening With iMegaphone" (recorded 2007, released 2010)

Frou Frou
- Details (2002 • Island Records/MCA/Universal) (UK: #128)
- "Breathe In" (single) (2002 • Island Records/Universal) (UK: #44)
- "Its Good To Be In Love" (single) (2002 • Island Records/Universal)
- "Must Be Dreaming" (single) (2002 • Island Records/Universal)
- "Let Go" (Promotional single)

Aparicions com a convidada
- Hate EP by Acacia (1996 • Radar Records)
- Sway EP by Acacia (1996 • Radar Records)
- Maddening Shroud EP by Acacia (1997 • WEA)
- Cradle by Acacia – all tracks except "Wire" (1997 • WEA)
- Blanket by Urban Species – "Blanket" and "Predictably Unpredictable" (1998)
- Amor Fati by Mich Gerber – "Embers of Love", "Sirens Call (Qishm)" and "Mare" (2000)
- ¡Viva Nueva! by Rustic Overtones – "Valentine's Day Massacre" (2001 • Tommy Boy Records)
- You Had It Coming by Jeff Beck – "Dirty Mind" and "Rollin' and Tumblin'" (2001 • Sony Music)
- Tell 'Em Who We Are by LHB – "Coming Up For Air" (2003 • Telstar TV)
- Contact Note by Jon Hopkins – "Second Sense" (2004 • Just Music)
- It's Better To Have Loved EP by Temposhark – "Not That Big (Metronomy Remix)" (2005 • Paper & Glue)
- Foiled by Blue October – "Congratulations" (2006 • Universal Records)
- Musikain by J.P. Schwalm – "P.I.N." (2006 • Musikain Records)
- The Invisible Line by Temposhark – "Not That Big" (2007 • Paper & Glue)
- London Undersound by Nitin Sawhney – "Bring It Home" (2008 • Cooking Vinyl)
- Kingdom of Welcome Addiction by IAMX – "My Secret Friend" (2009 • Metropolis Records)
- The Boy Who Knew Too Much by Mika – "By The Time" (2009 • Casablanca Records)
- Live at Ronnie Scott's - Jeff Beck - (2008 • Eagle Records) - (2009 • DVD)

Aparicions en Compilacions
- New Dawn (Class of '94) – "Missing You" – (1994)
- I Still Know What You Did Last Summer soundtrack – "Getting Scared" - (1998 • Warner Music Group)
- Virtual Sexuality soundtrack – "Come Here Boy" – (1998 • EMI) G:MT – Greenwich Mean Time soundtrack
- "Mean Time" (with GMT) – (1999 • Island Records/Universal)
- Serve Chilled – "Blanket" (with Urban Species) – (1999 • Hed Kandi)
- Women Talking Dirty soundtrack – "Getting Scared" – (2001 • Polygram International)
- American Psycho 2: All American Girl soundtrack – "Angry Angel" – (2002 • Rondor Music (London) Ltd)
- Garden State – "Let Go" – (2004 • Epic Records/Sony BMG)
- Nearing Grace Soundtrack – "The Walk" – (2005 • Sony BMG)
- Music from the OC: Mix 4 – "Goodnight and Go" – (2005 • Warner Music Group)
- Six Feet Under, Vol. 2: Everything Ends – "I'm A Lonely Little Petunia (In An Onion Patch)" – (2005 • Astralwerks/EMI)
- Just Like Heaven Soundtrack – "Spooky" – (2005 • Sony BMG)
- Music from the OC: Mix 5 – "Hide and Seek" – (2005 • Warner Music Group)
- The Chronicles of Narnia: The Lion, the Witch and the Wardrobe – "Can't Take It In" – (2005 • Disney Records/EMI)
- The Last Kiss soundtrack – "Hide and Seek" – (2005 • Lakeshore Pictures)
- Plague Songs – "Glittering Clouds (Locusts)" – (2006 • 4AD)
- So You Think You Can Dance (US) – "Hide and Seek" – (2006)
- So You Think You Can Dance (US) – "Let Go" – (2006)
- The Black Donnellys – "The Moment I Said It" – (2007)
- In Search of Sunrise 6 – "Hide and Seek" (Tiëstos' In Search Of Sunrise Remix) – (2007)
- The Holiday – "Just For Now" and "Let Go" (Under 'Frou Frou') – (2006)
- So You Think You Can Dance – "The Moment I Said It" – (2007)
- Heroes Original Soundtrack – "Not Now, But Soon" – (2008 • NBC Records)
- Criminal Minds – "The Moment I Said It" – (2008)
- Songs For Tibet – The Art of Peace' – "Hide & Seek 2" – (2008)
- Greys Anatomy – "Bad Body Double" – (2009)
- So You Think You Can Dance (US) - "Aha!" - (2009)
- The Vampire Diaries - "Wait it Out" - (2009)
- Chuck- Season 3, Episode 1 List of Chuck episodes#Season 3: 2010 – "Wait it Out" – (2010)

CSI:NY - "Wait it Out" - (2010)

## Guardons i nominacions
| Any  | Premi  | Àlbum                             | Categoria                      | Resultat | Ref   |
| ---- | ------ | --------------------------------- | ------------------------------ | -------- | ----- |
| 2020 | Grammy | Harry Potter and the Cursed Child | Millor àlbum de teatre musical | Nominada | [ 1 ] |